# Илия Бручев
Илия Бручев е български инженер-геолог, академик на Българската академия на науките.

## Биография
Роден е на 17 февруари 1934 г. в смолянското село Славейно. През 1956 г. завършва с бакалавърска степен „Инженерна геология и хидрогеология“. През 1984 г. става доктор на науките по „Инженерна геология“. От 1995 г. е член-кореспондент на БАН, а от 2008 г. е академик. До 2006 г. е ръководител на секция „Инженерна геодинамика“ към Геологическия институт при БАН.
Под негово ръководство са разработени Карта на геоложката опасност, Карта на свлачищата в България и други.
Научните му интереси са в областта на инженерната геология, регионалната инженерна геология, геоложките опасности и рискове, мониторинг и намаляване на последствията от природни бедствия и други.
Членува в различни международни и национални професионални организации. Сред тях са Съюз на учените в България, Международна асоциация по инженерна геология и Карпато-Балканска геоложка асоциация.
Автор е на над сто научни публикации.
Почива на 15 септември 2019 г. Погребан е на следващия ден в родното му село Славейно.